# You Are Not Alone
You Are Not Alone är en hit skriven och producerad av R. Kelly från Michael Jacksons album HIStory från 1995.
You Are Not Alone var den första singeln någonsin att debutera som nr 1 på amerikanska Billboard Hot 100 där den stannade i 1 vecka.
Låten nådde på flera andra platser i världen nummer ett och dess imponerande försäljningsresultat gjorde den till Michael Jacksons näst största hit under 90-talet. Låten ledde till ett uppsving för HIStory-albumet som åter gick upp till 10-i-topp på listorna över hela världen.   
En belgisk domstol kom 2007 fram till att Kelly hade plagierat "If we can start all over", en komposition från 1993 av de belgiska bröderna Eddy och Danny Van Passel. Domstolen överförde rättigheterna från Jacksons hit till bröderna och låten får heller inte spelas i belgisk radio. Domen gäller dock enbart I Belgien. "If we can start all over" på Youtube

## Låtlista

### Storbritannien Version 1
1. You Are Not Alone (radio edit) 4:29
2. You Are Not Alone (franctified club mix) 10:10
3. You Are Not Alone (Classic song version) 7:40
4. You Are Not Alone (Jon B. main mix) 6:55
5. You Are Not Alone (Jon B. padapella mix) 6:55

### Storbritannien Version 2
1. You Are Not Alone (album version) 5:45
2. You Are Not Alone (R. Kelly remix) 6:17
3. Rock With You (Masters at work remix) 5:29
4. Rock With You (Frankie's favorite club mix) 7:38

### USA
1. You Are Not Alone (album edit) 4:54
2. You Are Not Alone (radio edit) 4:29
3. You Are Not Alone (franctified club mix) 10:10
4. Scream Louder (Flyte Tyme Remix) 5:30
5. MJ Megaremix 10:33

## Liveframträdanden
- 1995 framfördes You Are Not Alone på MTV Video Music Awards
- Låten framfördes 1995 på Soul Train Awards
- 1996 under Royal Concert Brunei framfördes låten och var då tillsammans med Earth Song, de enda nya låtarna från HIStory
- Låten var sedan med som ett fast nummer under hela HIStory World Tour 1996-1997
- 1999 under MJ & Friends Concert framfördes låten senast.